# Ієронім Юрійович Ходкевич

Ієронім Ходке́вич гербу Гриф з мечем (? — 1617, Крем'янець) — русько-литовський боярин, військовий, державний діяч Великого князівства Литовського. Син троцького каштеляна Юрія та його дружини — слуцької княжни Софії з Олельковичів.
В 1584 році перебував при дворі Стефана Баторія, від 1588 року обіймав посаду конюшого великого литовського, від 1595 року був віленським каштеляном. В 1593 році став мстиславльським воєводою. Регаліст, разом з Яном Каролем Ходкевичем підтримував політику Сигізмунда ІІІ Вази. В 1617 році товаришив королевичу Владиславу перед виправою на Москву (до Кременця).
Був одружений чотири рази. Четверта дружина — славна «кресова невістка» Софія з Корабчевських, вдова князя Романа Ружинського. Помер в 1617 році, похований у Бересті.